# Balata
Balata es una localidad de Santa Lucía, que forma parte de los distritos de Castries y Gros Islet.